# Дієго Аррія
Дієго Енріке Аррія Саліцетті (ісп. Diego Enrique Arria Salicetti; нар. 8 жовтня 1938, Каракас, Венесуела) — венесуельський політичний діяч, дипломат, колишній представник Венесуели в Організації Об'єднаних Націй (1991—1993), голова Ради Безпеки ООН (у березні 1992 року).
Відомий тим, що інколи проводив зустрічі членів РБ ООН у форматі, який назвали формулою Аррії.
Він був губернатором Столичного округу Венесуели в середині 1970-х років. Також був членом Ради з міжнародних відносин та дослідником у Колумбійському університеті.